# Gürkan Küçüksentürk
 (février 2019).
Si vous disposez d'ouvrages ou d'articles de référence ou si vous connaissez des sites web de qualité traitant du thème abordé ici, merci de compléter l'article en donnant les références utiles à sa vérifiabilité et en les liant à la section « Notes et références ».
Gürkan Küçüksentürk, né le 27 juillet 1979 à Hoorn,, est un acteur turco-néerlandais.

## Filmographie

### Cinéma et téléfilms
- 2003 : Vrijdag de 14e: Erekwestie : Le frère
- 2004-2010 : Onderweg naar Morgen : Ilyas Cabar
- 2005 : Kitchen Paradise : Ali
- 2008 : Schnitzelparadijs - De serie (nl) : Ali
- 2010 : Roof  : Robert
- 2010 : Gooische Frieten (nl) : Le client
- 2010-2013 : Kinderen geen bezwaar (nl) : Sinan
- 2012 : Flikken Maastricht : Tolgan Ulmes
- 2012 : Van God los (nl) : Duman Sarfayka
- 2013 : De Huwelijksnacht : Uskan
- 2013 : Danni Lowinski (nl) : Fuat Cetin Taruk Tanriverdi
- 2014 : Moordvrouw : Orhan
- 2014 : Fashion Planet (nl) : Berlul
- 2014 : Taart : Umut
- 2015 : Le monsieur sur la photo : Le père de Emre
- 2015 : Perfect Strangers : Çetin Yasar
- 2016 : De Maatschap (nl) : Aydin V.
- 2016 : Baas Boven Baas : Ramazan
- 2017 : Hunter Street : Monsieur Kittredge
- 2017 : Dummie de Mummie en de tombe van Achnetoet (nl) : Aziz
- 2018 : Taal is zeg maar echt mijn ding (nl) : L'entraîneur de football
- 2018 : Force (nl) : Robert Lam
- 2018 : Familie Kruys (nl) : Van Vliet, l'huissier de justice
- 2018 : Klem (nl) : Maarten Tromp
- 2019 : Morten (nl) : Hakan Turan
- 2019 : Bears Love Me! (de) : Pap